# Sumerla Tholi
I Sumerla Tholi sono una struttura geologica della superficie di Venere.